# Rob Vanderydt
Robert Vanderydt (Blenheim, Ontario, 1968. június 8. –) kanadai profi jégkorongozó.

## Pályafutása
Komolyabb karrierjét az ohioi Miami Egyetemen kezdte 1987-ben. Az egyetemi csapatban 1991-ig játszott. A National Hockey League-be hivatalos drafton nem választotta ki egyetlen csapat sem csak az akkor még létező supplemental drafton, amin az egyetemi játékosokat választották ki. Így az 1989-es NHL Supplemental Drafton a New York Islanders kiválasztotta őt a második helyen. Felnőtt pályafutását az American Hockey League-es Capital District Islandersben kezdt 1991 végén, majd szezon közben az ECHL-es Richmond Renegadesbe került. 1992–1993 volt utolsó aktív éve, mint játékos: ekkor a CoHL-es Chatham Wheelsben játszott, majd visszavonult.